# Angelo Maria Dolci
Angelo Maria Dolci (ur. 12 lipca 1867 w Civitella di Agliano, zm. 13 września 1939 tamże) – włoski duchowny katolicki, dyplomata, kardynał.
Ukończył Pontyfikalną Akademię Dostojników Szlacheckich, a także Ateneum "S. Apolinare" w Rzymie. 5 czerwca 1890 otrzymał święcenia kapłańskie.
19 kwietnia 1900 otrzymał nominację na biskupa Gubbio. Był wówczas jednym z najmłodszych biskupów na świecie. Konsekrowany przez kardynała Francesco Satolli. Sześć lat później rozpoczął pracę jako dyplomata papieski, będąc delegatem lub nuncjuszem w kilku krajach: Ekwador, Boliwia, Peru, Belgia i na koniec, od 1923, w Rumunii (doprowadził do zawarcia konkordatu między Bukaresztem a Watykanem). W międzyczasie pełnił urząd metropolity Amalfi (1911–1914). Zmieniały się też jego stolice tytularne z Nazianzus (1906) na Hierapolis in Syria (1914).
13 marca 1933 kreowany kardynałem prezbiterem S. Maria della Vittoria. W tym samym dniu zrezygnował z nuncjatury w Rumunii. Mianowany archiprezbiterem bazyliki liberiańskiej (funkcję tę sprawował do śmierci). W 1936 podniesiony do rangi kardynała-biskupa Palestriny. Brał udział w konklawe 1939. Zmarł pół roku później i pochowany został w rodzinnym mieście.